# 거짓말 (2013년 영화)
"거짓말"은 2013년에 제작한 대한민국의 단편영화이다.

## 캐스팅
- 이혜린 - 조은 역
- 김태완 - 민석 역
- 유상혜 - 선아 역